# Casa individuală de pe str. Teatrului, 5 (Chișinău)
Casa individuală de pe str. Teatrului, 5 este o clădire amplasată pe str. Teatrului, 5 în Chișinău, Republica Moldova. Este un monument arhitectural de importanță națională inclus în Registrul monumentelor Republicii Moldova ocrotite de stat cu nr. 172 (municipiul Chișinău). Datează de la înc. sec. XX.